# Château de Rouelbeau
Pour les articles homonymes, voir Château de la Bâtie.
Le château de Rouelbeau ou La Bâtie-Cholay, est un ancien château médiéval dont subsistent quelques vestiges à Meinier, dans la campagne genevoise. Ses vestiges maçonnés attestent la base d'un corps de logis rectangulaire flanqué de deux tours d'angle circulaires. Le tout est édifié sur une plate-forme entourée de doubles fossés qu'alimentaient les marais environnants.

## Nom
Le château de Rouelbeau est mentionné sous différentes formes. L'archéologue suisse Louis Blondel le mentionne, dans son ouvrage Châteaux de l'ancien diocèse de Genève, sous le nom La Bâtie-Cholay. Différents actes médiévaux donnent les formes dérivées suivantes : La Bâthie-Chollex (ou -Cholex), Bâtie-Compey, Bâtie-Rouelbeau ou Roillebot, Bâtie-Souveru, Soubeyron, Sonneyro,.
Il semble que le château porte à l'origine le nom de Bâtie Compey, Cholay, puis Soubeyron. Une bâtie est un ensemble fortifié, avec à l'origine un rôle strictement militaire. Les noms de Compey, de Cholay ou Choulex correspondent aux noms des propriétaires, les familles de Compey et de Cholay ou Cho(ul)ex. Le toponyme Soubeyron désigne une hauteur, une situation en hauteur. Il dérive ensuite en Sonneyro, Rouelbeau ou Roillebot sans que l'on ait à ce jour de proposition d'interprétation.
Le toponyme de « Roille-Bot » ou « Roillebot » signifie « douve » ou « marais ». Les « Roille-Bots » est le gentilé des habitants de Colombier, dans le canton de Neuchâtel, et provient du langage des artisans au Moyen-Âge, « Roiller » signifie « battre », « frapper » et les « bots » veulent dire « crapauds ». En effet, au Moyen-Âge le château de Colombier est entouré de douves et de marais, où se trouvaient des crapauds. Les seigneurs du château ont contraint les manants à aller dans les douves et les marais et frapper les nénuphars avec de grandes gaules pour chasser les crapauds qui les empêchaient de dormir.

## Histoire
La « Bastie de Roillebot » fut d’abord une place forte en bois, entourée de palissades. Elle a été construite par le chevalier Humbert de Choulex en 1318 et a été étudiée en détail lors de plusieurs campagnes de fouilles archéologiques, dont la dernière a eu lieu en 2014
En 1319, le château devient siège d’une châtellenie — ou mandement — du Faucigny delphinale, administrée par Hugues Dauphin, sire de Faucigny, qui s'en sert comme point de résistance contre le comte de Savoie,. Ce château fort défendait l'accès des seigneurs de Faucigny au lac et à la ville neuve d'Hermance. Le contexte politique était alors tendu entre les comtes de Genève, les seigneurs de Faucigny, et la maison de Savoie.
À cette époque le château était composé d’une bâtie quadrangulaire, en bois, à trois tours d'angle, édifiée sur une motte artificielle. Elle était protégée par une palissade en bois et deux grands fossés remplis d'eau (fossés desquels a été excavé l’argile ayant servi à la fabrication de la motte).
C’est vraisemblablement entre 1339 (date à laquelle le château en bois est consigné dans un acte officiel) et 1355 que fut édifié le château maçonné (avec des murs de 2,25 m composés de boulets et de molasse) dont les ruines nous apparaissent encore aujourd’hui.
Le 5 janvier 1355 le Faucigny est intégré au comté de Savoie ce qui met fin aux querelles entre les deux maisons et fait perdre beaucoup d'importance au château. Le site est progressivement abandonné et le château est détruit par les Bernois en 1536, lors des premiers mouvements de la réforme protestante. La ruine sert dès lors de carrière pour la construction des maisons des villages avoisinants.
En 1643, lors de la vente de la maison forte de La Bâthie, elle est décrite comme : « Une maison haute fossaillée autrefois ». Une autre description nous décrit la réserve (domaine retenu du seigneur) de cette maison forte : « Item une maison haute avec le pressoir, la grange, le colombier une basse court, un puits un curtil (jardin), ensemble de 9 poses de vignes et poses de terres cultivées seytines de pré le tout joint au dit Chollex »,.
Le site a été classé monument historique en 1921 à la suite de l’adoption, une année auparavant, de la première loi cantonale sur la protection des monuments et des sites – ce fut le premier bâtiment classé du canton.
Dès 1920 les plans d’assainissement de la zone ont fait disparaître les marécages au profit de zones cultivables et, à la suite des projets de renaturation des marais des alentours en 2000-2002, le site du château a trouvé un nouvel intérêt dans le cadre du biotope marécageux de l’époque.
À partir de 2001 le Service cantonal d'archéologie a entrepris de remettre en valeur les ruines du château et d'en comprendre la genèse. Depuis, le château de Rouelbeau fait l’objet d’études et de restaurations. Il s’agit de l’ultime témoignage de l’architecture médiévale conservé dans la campagne genevoise.
Le travail archéologique déjà effectué permet au visiteur de cheminer tant à l'intérieur qu'à l'extérieur du château et d’appréhender les volumes de cet ensemble défensif.

## Description
La bâtie était installée sur un molard, qui désigne une élévation ou une colline.

### Campagne de fouille archéologique (2001-2014)
Les fouilles, menées par le service cantonal d’archéologie ont duré près de quinze années. À l'issue de ces dernières les ruines ont été remises au public en septembre 2016 à l’occasion d’un week-end festif organisé sur le thème de la vie médiévale.
De nombreuses pièces ont été découvertes durant les fouilles, parmi lesquelles :
- bulle pontificale (sceau de plomb destiné à sceller un document) du pape Innocent IV dont le pontificat dura de 1241 à 1254. En 1247, le pape Innocent IV donne des privilèges au sire de Faucigny Aymon II (dont la famille seigneuriale est propriétaire des terres de Rouelbeau) sur les villes d'Hermance et de Monthoux. Rouelbeau aurait alors peut-être servi de dépôt pour ses archives comme l'atteste cette découverte.
- des fragments d’une cruche en céramique à glaçure plombifère décorée de chevrons
- quelques pièces de monnaie
- une corne d’appel en céramique

### Remise en valeur du château (2001-2016)
La remise en valeur du château de Rouelbeau a aussi été l’occasion de créer un parcours didactique faisant découvrir les différentes étapes de construction de cet édifice dont ne subsistent plus que de grands pans de murs, une ébauche de la porte principale et les fondations de deux des quatre tours qui constituaient les pignons de la construction,. Après avoir effectué des relevés topographiques en 3D, la majorité des fouilles ont été recouvertes tout d'abord avec du sable, puis avec de la terre extraite des fouilles, pour assurer leur préservation. Au préalable, une documentation photographique 3D a été prise au moyen d'un drone. Une modélisation numérique du terrain a été créée à partir de ces données qui a permis de concevoir un moule et réaliser une maquette en bronze.
C’est ainsi désormais sous la forme d’une maquette en bronze in situ et d'une application permettant la visite en 3D que l’on peut voir l’aspect original de l’intérieur des lieux. Ces maquettes montrent le résultat des fouilles archéologiques et, en particulier, les traces du château primitif en bois mentionnées dans les sources historiques.

## Légende de la dame blanche
Une légende de dame blanche est associée au château. Cette dernière serait l'épouse répudiée d'Humbert de Cholay,,.
La légende est source d'inspiration pour certains artistes. En 2019, le personnage légendaire a été prétexte à un spectacle, sur une scène de 250 places assises, réalisé par l'Orchestre de chambre de Genève et l'orchestre du C.O. de Drize, intitulé « Qui a Peur de la Dame Blanche ? ».

## Châtellenie de La Bâtie-Cholay ou Roillebot
Durant la période delphinale, le Faucigny serait organisé (à partir de 1342-1343) autour d'une quinzaine de châtellenies, dont La Bâtie-Cholay ou Roillebot.